# Список серий аниме Minami-ke
Minami-ke — рассказ о повседневной жизни трёх сестёр Минами, которые живут сами по себе. Манга, написанная Кохару Сакурабой, была адаптирована в аниме тремя анимационными студиями.
Сериал состоит из четырёх полных сезонов. Трансляции шли по японскому каналу TV Tokyo с 7 октября 2007 года по 31 марта 2013 года.

## Краткий обзор сезонов
| Название сезона | Название сезона    | Студия | Количество серий | Годы выхода | Дата премьеры  | Дата финала     |
| --------------- | ------------------ | ------ | ---------------- | ----------- | -------------- | --------------- |
|                 | Minami-ke          | Daume  | 13               | 2007        | 7 октября 2007 | 30 декабря 2007 |
|                 | Minami-ke: Okawari | Asread | 13               | 2008        | 6 января 2008  | 30 марта 2008   |
|                 | Minami-ke: Okaeri  | Asread | 13               | 2009        | 4 января 2009  | 29 марта 2009   |
|                 | Minami-ke: Tadaima | Feel   | 13               | 2013        | 6 января 2013  | 31 марта 2013   |

### Minami-ke (2007)
| № серии | Название                                                                   | Трансляция в Японии |
| ------- | -------------------------------------------------------------------------- | ------------------- |
| 1       | Три сестры Минами «Минами-сан-ти но Сан Симай» (南さんちの三姉妹)          | 7 октября 2007      |
| 2       | Забавная школа «Окаси на Гакко» (おかしな学校)                             | 14 октября 2007     |
| 3       | Возвращение вожака футболиста «Тама Кэри Бантё: Футатаби» (球蹴り番長再び) | 21 октября 2007     |
| 4       | Узоры любви «Кои Моё:» (恋もよう)                                          | 28 октября 2007     |
| 5       | Едем на море «Уми ни Ико: ё» (海に行こうよ)                                | 4 ноября 2007       |
| 6       | Рождение Мако-тян «Мако-тян Тандзё:» (海に行こうよ)                        | 11 ноября 2007      |
| 7       | Разнообразные лица «Ироиро на Као» (いろいろな顔)                          | 18 ноября 2007      |
| 8       | Хосака «Хосака» (ほさか)                                                   | 25 ноября 2007      |
| 9       | Погода для трех сестёр «Сан Симай Биёри» (三姉妹日和)                      | 2 декабря 2007      |
| 10      | Мальчик × девочка «Отоко но Ко × Онна но Ко» (おとこのこ×おんなのこ)       | 9 декабря 2007      |
| 11      | Соседняя семья Минами «Тонари но Минами-сан» (となりの南さん)              | 16 декабря 2007     |
| 12      | Рождество и Сочельник «Курисумасу тока Ибу тока» (クリスマスとかイブとか)  | 23 декабря 2007     |
| 13      | Бесплодная любовь «Кои но Карамавари» (恋のからまわり)                     | 30 декабря 2007     |

- Режиссёр: Масахико Ота
- Студия: Daume
- Канал: TV Tokyo

#### Музыкальное сопровождение
Открывающая тема
- «Keikenchi Jōshōchū☆» (яп. 経験値上昇中☆ Кейкенти Ё:сё:тю:, рус. Опыт растёт)
  - Исполнители: Рина Сато, Марина Иноуэ и Минори Тихара
  - Автор текста: Uran
  - Композиция и аранжировка: Каору Окубо
  - Релиз: 24 октября 2007

Закрывающая тема
- «Colorful Days» (яп. カラフルDAYS Карафуру дэ:су, рус. Красочные дни)
  - Исполнители: Рина Сато, Марина Иноуэ и Минори Тихара
  - Автор текста: Uran
  - Композиция: Акирахико Ямагути
  - Аранжировка: Томоки Кикуя

### Minami-ke: Okawari (2008)
«Okawari» (яп. おかわり Окавари, рус. Добавка)
| № серии | Название | Трансляция в Японии |
| ------- | --- | ------------------- |
| 1       | Горячие источники, вот и мы «Онсэн, Итадакимасу» (温泉、いただきます)                                                  | 6 января 2008       |
| 2       | Вкус будет наследоваться из поколения в поколение «Адзи ва Дайдай Укэцугарэтэ Ику Моно» (味は代々受け継がれていくもの) | 13 января 2008      |
| 3       | Вечер гостеприимства, большая чаша «Мотэнаси но Ёру, Сотто Даси» (もてなしの夜、そっと出し)                            | 20 января 2008      |
| 4       | Можно мне прибраться? «Катадзукэ Тяттэ Ий десу ка?» (片付けちゃっていいですか?)                                        | 27 января 2008      |
| 5       | Упавшую чашу не вернуть «Дасита Тяван ва Хиккомэрарэнай» (出した茶碗は引っ込められない)                                | 3 февраля 2008      |
| 6       | Мой рис уже достаточно остыл? «Самэтэмо Аттака, Ути Гохан» (冷めてもあったか、ウチゴハン)                              | 10 февраля 2008     |
| 7       | Чем дольше жевать, тем слаще она становится «Камэба Каму Ходо Амаку Нару н да ё» (噛めば噛むほど甘くなるんだよ)        | 17 февраля 2008     |
| 8       | Бассейн дал мне второй желудок «Пу:ру ва Бецубара десу» (プールは別腹です)                                             | 24 февраля 2008     |
| 9       | Вскоре будет горько? Секрет Мако «Соросоро Курусий? Химицу но Мако-тян» (そろそろ苦しい? ひみつのマコちゃん)           | 2 марта 2008        |
| 10      | Время данго, а не цветов «Хана-ёри Данго но Отосигоро» (花より団子のお年頃)                                            | 9 марта 2008        |
| 11      | Как и ожидалось, стало хуже «Сасуга ни Ябаку Наттэ Кимасита» (さすがにヤバくなってきました)                            | 16 марта 2008       |
| 12      | Даже один укус болезнен «Мо: Хитокути га Цурай но десу» (もう一口が辛いのです)                                         | 23 марта 2008       |
| 13      | Все вместе: "Спасибо за угощение" «Минна Сороттэ, Готисо:сама» (みんな揃って、ごちそうさま)                            | 30 марта 2008       |

- Режиссёр: Наото Хосода
- Студия: Asread
- Канал: TV Tokyo

#### Музыкальное сопровождение
Открывающая тема
- «Kokoro no Tsubasa» (яп. ココロノツバサ Кокоро но Цубаса, рус. Крылья сердца)
  - Исполнители: Рина Сато, Марина Иноуэ и Минори Тихара

Закрывающая тема
- «Sono Koe ga Kikitakute» (яп. その声が聴きたくて Соно Коэ га Кикитакутэ, рус. Этот голос я хотел бы услышать)
  - Исполнители: Рина Сато, Марина Иноуэ и Минори Тихара

### Minami-ke: Okaeri (2009)
«Okaeri» (яп. おかえり Окаэри, рус. С возвращением)
| № серии | Название                                                   | Трансляция в Японии |
| ------- | ---------------------------------------------------------- | ------------------- |
| 1       | Начало года «Тоси но хадзимэ но» (年の初めの)              | 4 января 2009       |
| 2       | Я тоже «Орэ мо» (オレも)                                   | 11 января 2009      |
| 3       | В ссоре «Кэнка дэмо» (ケンカでも)                          | 18 января 2009      |
| 4       | Должен быть порядок «Арубэки тицудзё га» (あるべき秩序が)  | 25 января 2009      |
| 5       | Веселье «Таносику нару» (楽しくなる)                       | 1 февраля 2009      |
| 6       | Хочу нырнуть «Нагаситэ хосий» (流してほしい)               | 8 февраля 2009      |
| 7       | Если тебе хорошо со мной «Орэ дэ ёкэрэба» (オレでよければ) | 15 февраля 2009     |
| 8       | Это закон «Хо: десу ё» (法ですよ)                          | 22 февраля 2009     |
| 9       | Так ли это? «Со: ка» (そうか)                              | 1 марта 2009        |
| 10      | В отношениях «Тайдо ни ва» (態度には)                      | 8 марта 2009        |
| 11      | Хорошее изображение «Ий имэ:дзи» (いいイメージ)            | 15 марта 2008       |
| 12      | Тёплое место «Аттакай токоро» (あったかい所)               | 22 марта 2009       |
| 13      | Потому что мы вместе «Иссё дакарэ нэ» (一緒だからね)       | 29 марта 2009       |

- Режиссёр: Кэй Ойкава
- Студия: Asread
- Канал: TV Tokyo

#### Музыкальное сопровождение
Открывающая тема
- «Keikenchi Soku Jōjō↑↑» (яп. 経験値速上々↑↑ Кэйкэнти Соку Дзё:дзё:)
  - Исполнители: Рина Сато, Марина Иноуэ и Минори Тихара

Закрывающая тема
- «Zettai Colorful Sengen» (яп. 絶対カラフル宣言 Дзэттай Карафуру Сэнгэн)
  - Исполнители: Рина Сато, Марина Иноуэ и Минори Тихара

### Minami-ke: Tadaima (2013)
«Tadaima» (яп. ただいま Тадайма, рус. Я дома)
| № серии | Название | Трансляция в Японии |
| ------- | --- | ------------------- |
| 1       | Начало весны, начало сестёр Минами «Хару но хадзимари, Минами-кэ но хадзимари» (春のはじまり、南家のはじまり)                    | 6 января 2013       |
| 2       | Будь самим собой «Расику, икимасё» (らしく、いきましょ)                                                                          | 13 января 2013      |
| 3       | Проще говоря, это карусель признаний «Цумари ва то:маваси на ай но кокухаку» (つまりは遠回しな愛の告白)                          | 20 января 2013      |
| 4       | Человек, потеющий летом под голубым небом «Коно аой нацу сора но сита дэ отоко ва асэ о нагасу» (この青い夏空の下で男は汗を流す) | 27 января 2013      |
| 5       | Начнём с холодной лапши «Хияситю:ка хадзимэмасу ё» (冷やし中華はじめますよ)                                                      | 3 февраля 2013      |
| 6       | Девушка не может скрыть ни свой загар, ни своё сердце «Какусикирэнай хиякэ то отомэгокоро» (隠し切れない日焼けと乙女心)          | 10 февраля 2013     |
| 7       | Хотелось бы визита в это позднее лето «Дзансё омимай мо:сиагэмасу» (残暑お見舞い申し上げます)                                    | 17 февраля 2013     |
| 8       | Овощи и весёлые друзья в выходной день «Кю:дзицу ва юкай на наками то оясай о» (休日はゆかいな仲間とお野菜を)                    | 24 февраля 2013     |
| 9       | Любовь начинается сейчас «Има, кои о хадзимэмасу» (今、恋をはじめます)                                                           | 3 марта 2013        |
| 10      | Мы начали экологичную жизнь «Экораифу хадзимэмасита» (エコライフはじめました)                                                    | 10 марта 2013       |
| 11      | Богиня нисходит в святую ночь «Сэйнару ёру ками ва маиориру» (聖なる夜、神は舞い降りる)                                          | 17 марта 2013       |
| 12      | Начни планировать свой год с Нового Года «Итинэн но кэй ва гантан ни арураси» (一年の計は元旦にあるらしい)                       | 24 марта 2013       |
| 13      | Что здесь сказано, здесь и останется «Коко дакэ но ханаси ва коко дакэ дэ» (ここだけの話はここだけで)                            | 31 марта 2013       |

- Режиссёр: Кэйитиро Кавагути
- Студия: Feel
- Канал: TV Tokyo

#### Музыкальное сопровождение
Открывающая тема
- «Shiawase High Tension» (яп. シアワセ☆ハイテンション↑↑ Сиавасэ Хай Тэнсён)
  - Исполнители: Рина Сато, Марина Иноуэ и Минори Тихара
  - Автор текста: Uran
  - Композиция и аранжировка: Каору Окубо

Закрывающая тема
- «Kyūsekkin Lucky Days» (яп. 急接近ラッキーDAYS Кю:сэккин раккий дэ:су, рус. Приближаются счастливые дни)
  - Исполнители: Рина Сато, Марина Иноуэ и Минори Тихара
  - Автор текста: Uran
  - Композиция: Акирахико Ямагути
  - Аранжировка: Томоки Кикуя

## OVA
| Название серии         | Название серии       | Дата премьеры |
| ---------------------- | -------------------- | ------------- |
|                        | Minami-ke: Betsubara | 23 июня 2009  |
| Minami-ke: Omatase     | 5 октября 2012       |               |
| Minami-ke: Natsuyasumi | 6 августа 2013       |               |

### Minami-ke: Betsubara (2009)
«Betsubara» (яп. べつばら Бэцубара) — буквально переводится как «ещё один живот» и означает место, оставленное в животе для десерта.
| № серии | Название                                                      | Трансляция в Японии |
| ------- | ------------------------------------------------------------- | ------------------- |
| 1       | Minami-ke: Betsubara «Минами-кэ бэцубара» (みなみけ べつばら) | 23 июня 2009        |

- Режиссёр: Кэй Ойкава
- Студия: Asread

#### Музыкальное сопровождение
Открывающая тема
- «Shunkashuutou Fesutibaru♪» (яп. 春夏秋冬フェスティバル♪ Сюнкасю:то: Фестибару, рус. Фестиваль весны, лета, осени и зимы)
  - Исполнители: Рина Сато, Марина Иноуэ и Минори Тихара

Закрывающая тема
- «Arigatou Sankyu» (яп. ありがとうサンキュ Аригато: Санкю, рус. Спасибо Спасибо)
  - Исполнители: Рина Сато, Марина Иноуэ и Минори Тихара

### Minami-ke: Omatase (2012)
«Omatase» (яп. おまたせ Оматасэ, рус. Заставили вас ждать)
| № серии | Название                                                   | Трансляция в Японии |
| ------- | ---------------------------------------------------------- | ------------------- |
| 1       | Minami-ke: Omatase «Минами-кэ оматасэ» (みなみけ おまたせ) | 5 октября 2012      |

- Режиссёр: Кэйитиро Кавагути
- Студия: Feel

#### Музыкальное сопровождение
Открывающая тема
- «Shunkashuutou Fesutibaru♪» (яп. 春夏秋冬フェスティバル♪ Сюнкасю:то: Фестибару, рус. Фестиваль весны, лета, осени и зимы)
  - Исполнители: Рина Сато, Марина Иноуэ и Минори Тихара

Закрывающая тема
- «Arigatou Sankyu» (яп. ありがとうサンキュ Аригато: Санкю, рус. Спасибо Спасибо)
  - Исполнители: Рина Сато, Марина Иноуэ и Минори Тихара

### Minami-ke: Natsuyasumi (2013)
«Natsuyasumi» (яп. 夏やすみ Нацуясуми, рус. Летние каникулы)
| № серии | Название                                                         | Трансляция в Японии |
| ------- | ---------------------------------------------------------------- | ------------------- |
| 1       | Minami-ke: Natsuyasumi «Минами-кэ нацуясуми» (みなみけ 夏やすみ) | 6 августа 2013      |

- Режиссёр: Кэйитиро Кавагути
- Студия: Feel

#### Музыкальное сопровождение
Вступительная заставка отсутствует.
Закрывающая тема
- «San Shimai DAYS ~Takaramono~» (яп. 三姉妹DAYS～たからもの～ Сан Симай дэ:су Такарамоно, рус. Три сестры. Сокровище)
  - Исполнители: Рина Сато, Марина Иноуэ и Минори Тихара